# Adrien Adolphe Bonnefoy
Adrien Adolphe Bonnefoy, né le 7 octobre 1855 à Paris et mort le 7 juillet 1912 à Neuilly-sur-Seine, est un peintre français.

## Biographie
Adrien Adolphe Bonnefoy est le fils d'Adrien Victor Bonnefoy et de Virginie Privé.
Élève de E. Trouvé et Alfred Loudet, puis de Jean-Paul Laurens, il expose au Salon à partir de 1876.
En 1885, il épouse Léonie Mesnil. Celle ci propose une aquarelle Les lillas au Salon de 1910.
Professeur de dessin, il s'établit à Saint-Mandé.
Il meurt à l'âge de 56 ans à Neuilly-sur-Seine. Il est inhumé le 10 juillet 1912 au cimetière du Père-Lachaise.